# Maigret und die braven Leute
Maigret und die braven Leute (französisch: Maigret et les braves gens) ist ein Kriminalroman des belgischen Schriftstellers Georges Simenon. Er ist der 58. Roman einer Reihe von insgesamt 75 Romanen und 28 Erzählungen um den Kriminalkommissar Maigret. Der Roman entstand vom 5. bis 11. September 1961 in Echandens und erschien im April 1962 beim Pariser Verlag Presses de la Cité. Vom 31. Mai bis 27. Juni desselben Jahres druckte die französische Tageszeitung Le Figaro den Roman in 23 Folgen ab. Die erste deutsche Übersetzung von Hansjürgen Wille und Barbara Klau publizierte 1963 Kiepenheuer & Witsch. Im Jahr 1988 veröffentlichte der Diogenes Verlag eine Neuübersetzung von Ingrid Altrichter.
Als ein Kartonagenfabrikant im Ruhestand ermordet wird, scheint es für die Tat keinerlei Motiv zu geben. Der Tote, seine Familie und alle Menschen in seinem Umfeld werden Kommissar Maigret als „brave, anständige Leute“ beschrieben, in deren Leben sich keine dunklen Verstrickungen fänden. Bei seinen Ermittlungen bemüht sich Maigret, hinter die Fassade der bürgerlichen Anständigkeit zu blicken.

## Inhalt

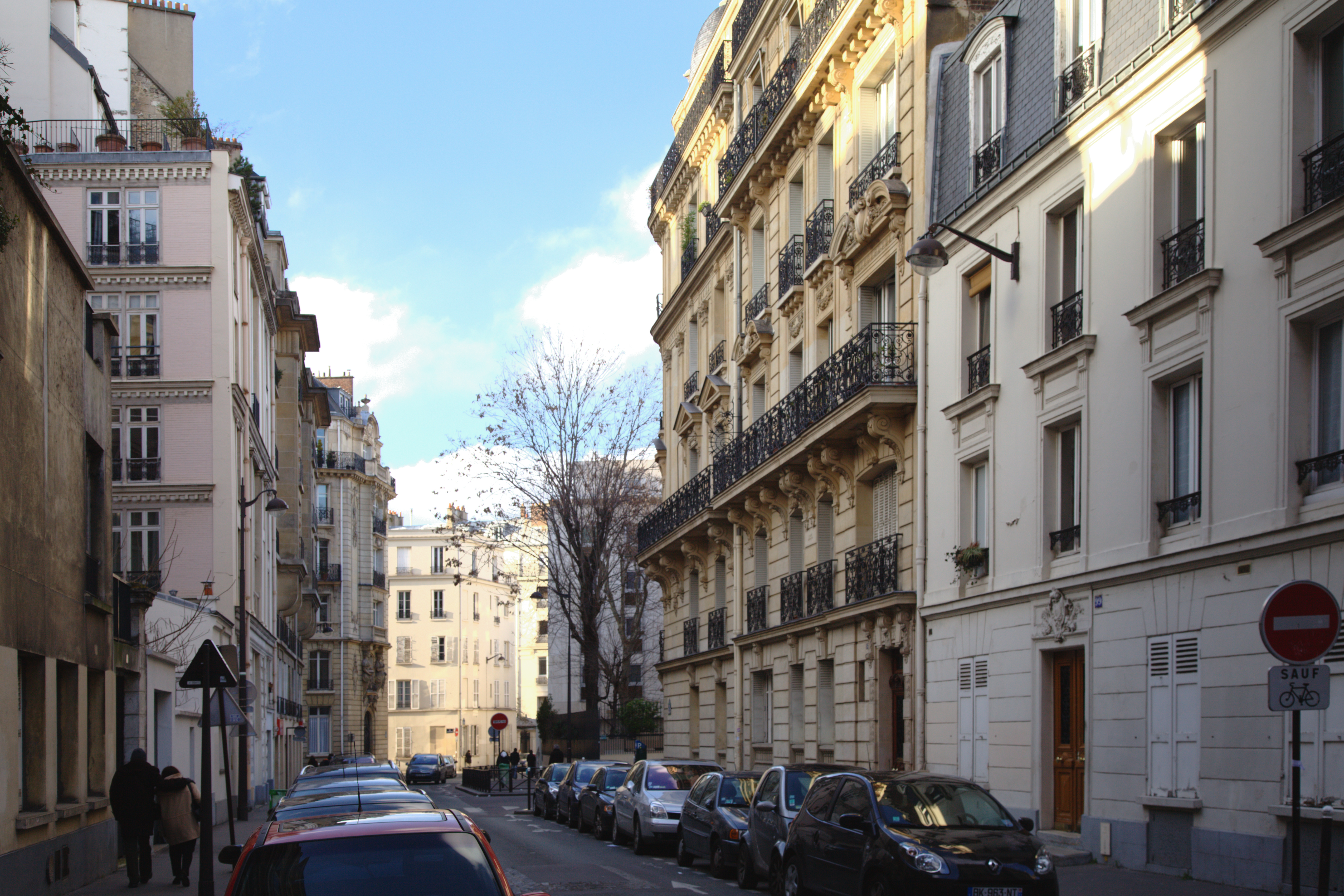
Rue Notre-Dame-des-Champs im 6. Arrondissement

Die Sommerferien sind vorüber, und mit den Vorboten des Herbstes zieht auch der Alltag wieder in Paris ein. Kommissar Maigret, der erst vor wenigen Tagen aus Meung-sur-Loire heimgekehrt ist, wird mitten in der Nacht aus dem Schlaf geklingelt. In der Rue Notre-Dame-des-Champs ist der 65-jährige Kartonagenfabrikant René Josselin von Frau und Tochter, die den Abend im Theater verbracht haben, erschossen aufgefunden worden. Der letzte Mensch, der Josselin lebend sah, war sein Schwiegersohn, der Kinderarzt Dr. Favre, der am Abend mit ihm Schach spielte, ehe er durch einen ominösen Anruf zu einem nicht existenten Patienten gerufen wurde.
Die Tatwaffe ist Josselins eigener, verschwundener Revolver, und es gibt keine Spuren eines gewaltsamen Eindringens, so dass Maigret davon ausgeht, dass der Tote seinen Mörder gekannt haben muss. Doch es fehlt jegliches Mordmotiv. Sowohl Josselin als auch seine Frau Francine und die Tochter Véronique samt ihrem arbeitsamen Ehemann werden von allen Seiten als „brave, anständige Leute“ beschrieben. Nach einem Herzanfall vor wenigen Jahren hatte sich Josselin zur Ruhe gesetzt und die Firma seinen Stellvertretern Jouane und Goulet übereignet, die beide ebenfalls voll des Lobes über ihren ehemaligen Chef und Förderer sind. Maigret ist beinahe erleichtert, als er doch einen kleinen Makel auf der Weste des ehrbaren Josselins entdeckt: Hinter dem Rücken seiner Ehefrau verspielte er Geld bei Pferdewetten.
Erst beim Stöbern im Vorleben der Familie entdeckt Maigret ein schwarzes Schaf, das ihm die anderen Familienmitglieder verschwiegen haben: Francines jüngerer Bruder Philippe de Lancieux. Von seinem Vater für den Tod der Mutter bei seiner Geburt verantwortlich gemacht, wuchs Philippe in verschiedenen Heimen auf und geriet früh auf die schiefe Bahn. Immer wieder gelang es ihm mit seinem Talent, Geschichten zu erfinden, Geld zu erschwindeln. Sowohl von seiner Schwester als auch von deren Ehemann wurde er finanziell unterstützt, bis Josselin am Tatabend eine Geldzahlung verweigerte und es in einer Auseinandersetzung zu dem tödlichen Schuss kam. Francine ahnte den Täter sofort, doch zu Maigrets Ärger deckte sie ihren Bruder, bis es diesem gelang, unterzutauchen. Erst im folgenden Frühjahr hat die Fahndung nach Philippe de Lancieux Erfolg: Er wird im Pariser Rotlichtmilieu erstochen aufgefunden.

## Interpretation
Nachdem die beiden letzten Romane Maigret und die alten Leute und Maigret und der faule Dieb Kommissar Maigret ins Milieu der Aristokratie sowie der Kleinkriminellen geführt hatten, ermittelt er dieses Mal in seiner eigenen Klasse, derjenigen der „braven Leuten“, zu denen sich auch die Maigrets oder ihre Freunde, die Pardons, zählen. Zwar fällt dem Kommissar die Anpassung an ein fremdes Milieu zu Beginn eines Falles oft schwer, doch fühlt er sich nicht wohler, es dieses Mal mit einem Mordfall im vertrauten Umfeld zu tun zu bekommen. Er muss einsehen, dass das Verbrechen keine Grenzen kennt und sich eine Leiche auch im Keller des nächsten Nachbarn befinden kann. Jedenfalls ist die typisch Pariser Bourgeoisie-Familie, die Simenon beschreibt, keinesfalls so glücklich, wie sie scheint.
Anatole Broyard bezeichnet Simenons Romane aus der Welt der Mittelschicht als „Romane der Etikette, die einen Mord enthalten“. Der Mörder werde bestraft, weil er die Konventionen des Genres verletze. Im Milieu der „braven Leute“ fühle sich Maigret den ganzen Roman hindurch unbehaglich, als platze er in die Beerdigungsfeier eines vielgeliebten Menschen und behellige die Hinterbliebenen mit taktlosen Fragen. In der beklemmenden Atmosphäre der Untersuchung gehe dem Kommissar ständig die Pfeife aus. Doch am Ende zerstöre Simenon seinen eigenen Romanaufbau. Der gute Tote werde nicht aus einem guten Grund umgebracht. Statt das Böse unter der Oberfläche der „braven Leute“ zu entlarven, führe der Autor einen Außenstehenden als Mörder ein, ein „schwarzes Schaf“, wie es im englischen Titel des Romans heißt. Nicht die Verletzlichkeit des Guten werde vorgeführt, sondern die Banalität des Bösen.
Jedoch ist für Tilman Spreckelsen gerade der böse Bruder die eigentlich faszinierende Persönlichkeit unter den titelgebenden „braven Leuten“, auch wenn er den ganzen Roman hindurch hinter dem Vorhang bleibe. Spreckelsen zieht eine Parallele zwischen dem Autor und seiner Figur, die ihrem unglücklichen Leben mit erfundenen Geschichten trotzt, die so gut sind, dass sie von aller Welt geglaubt werden. Zum Schluss jedoch lässt der Autor den „liebenswerten Versager“ ein böses Ende finden. Die Moral von der Geschichte lautet somit: Für einen Mann wie ihn ist in der Welt der braven Leute kein Platz.

## Rezeption
Laut Steve Ownbey ist Maigret und die braven Leute ein „exzellenter psychologischer Roman“, der kaum als Kriminalroman klassifiziert werden könne, da er die Regeln des Genres verletze und viel zu realistisch für eine rein eskapistische Unterhaltungslektüre sei. „Die Spannung ist außergewöhnlich“, doch es sei weniger die Handlung, die den Roman lesenswert mache, als „seine Stimmung, die, trotz einer bedrückenden Nachdenklichkeit, überraschend beruhigend ist.“ Für den New Yorker war es ein „charmanter, kühler Maigret“ in einem „verführerisch trügerischen Fall“.
Kirkus Reviews beschrieb einen Maigret-Roman, „so einfach wie irgendeiner in der Serie“ und dabei „so ruhig und methodisch wie immer“. Anatole Broyard sah ein gutes Beispiel für Simenons klassischen Stil mit der Ausnahme des enttäuschenden Endes. Die Los Angeles Times urteilte hingegen: „Der Roman begeistert am Ende.“ Für den Boston Globe war die Auflösung wie üblich „ironisch, überzeugend, psychologisch tadellos“. Publishers Weekly sah den Roman dagegen „sehr gedämpft im Ton, sehr vorhersehbar im Ausgang“, da sich dem Leser lediglich die Frage stelle, wer denn nun das schwarze Schaf sei.
Die Romanvorlage wurde zweimal im Rahmen von Fernsehserien um den Kommissar Maigret verfilmt: 1978 verkörperte Kinya Aikawa den Kommissar in einer japanischen TV-Produktion. 1982 folgte Jean Richard in der französischen Serie Les Enquêtes du commissaire Maigret.

## Ausgaben
- Georges Simenon: Maigret et les braves gens. Presses de la Cité, Paris 1962 (Erstausgabe).
- Georges Simenon: Maigret und die braven Leute. Übersetzung: Hansjürgen Wille, Barbara Klau. Kiepenheuer & Witsch, Köln 1963.
- Georges Simenon: Maigret und die braven Leute. Übersetzung: Hansjürgen Wille, Barbara Klau. Heyne, München 1971.
- Georges Simenon: Maigret und die braven Leute. Übersetzung: Ingrid Altrichter. Diogenes, Zürich 1988, ISBN 3-257-21615-7.
- Georges Simenon: Maigret und die braven Leute. Sämtliche Maigret-Romane in 75 Bänden, Band 58. Übersetzung: Ingrid Altrichter. Diogenes, Zürich 2009, ISBN 978-3-257-23858-7.